# Salto (fiume)
Il Salto è un fiume abruzzese e laziale e costituisce uno degli affluenti di sinistra del Velino.
Nasce nei piani Palentini, tra i comuni di Scurcola Marsicana e Magliano de' Marsi in Abruzzo, dalla confluenza del fiume Imele, le cui sorgenti si trovano a Verrecchie, ed il torrente Ràfia presso i piani Palentini. Il corso d'acqua attraversa le province dell'Aquila e di Rieti formando lungo la valle del Salto il lago omonimo. Confluisce infine nel fiume Velino nei pressi di Casette.

## Descrizione

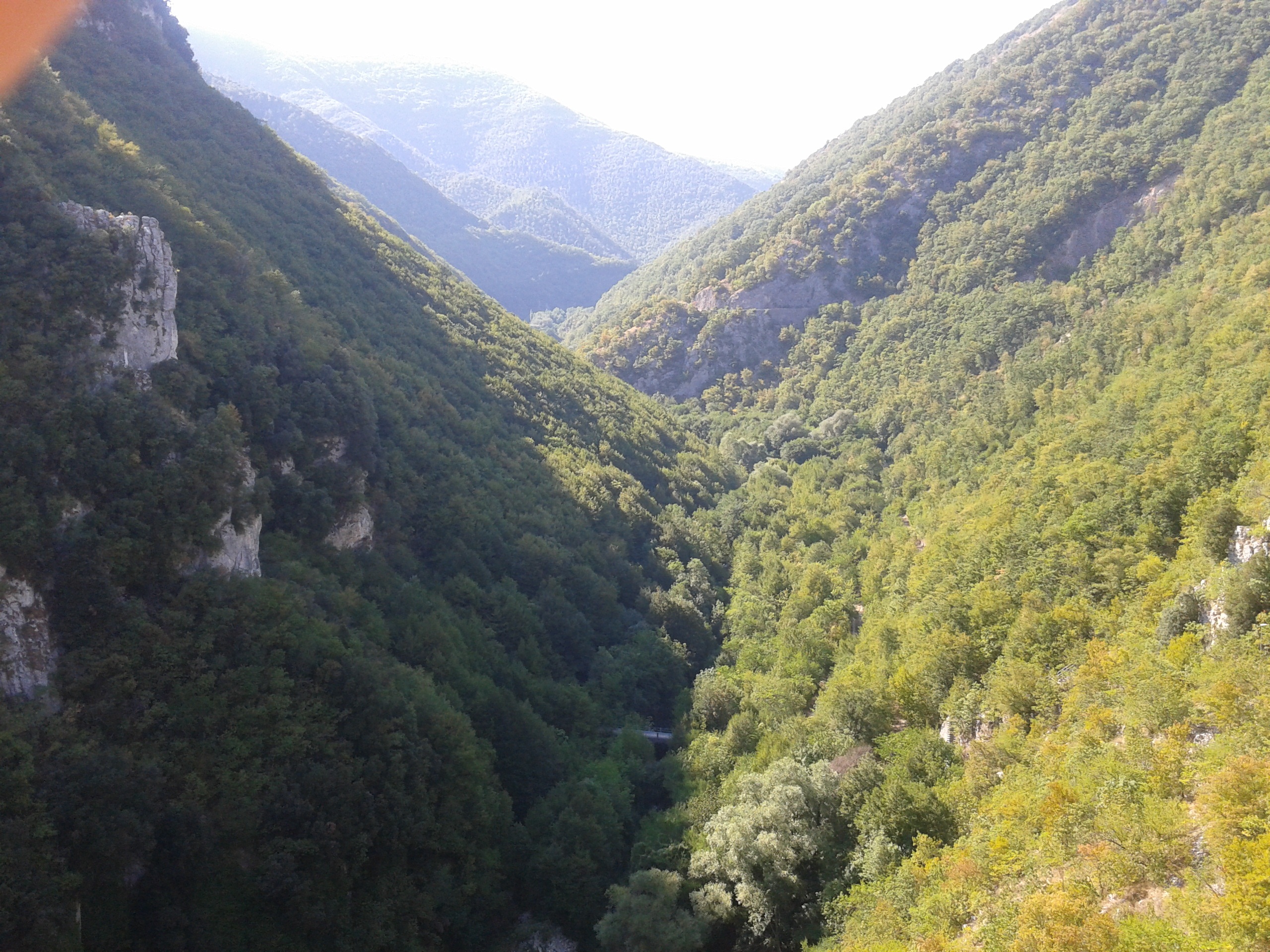
La gola del fiume Salto a valle della diga

Ha una portata molto variabile nel corso dell'anno risentendo direttamente dei regimi precipitativi della zona del Cicolano e della Marsica.
I suoi affluenti principali sono:
- riva destra: 
  - torrente Apa,
  - torrente Rio Torto;
- riva sinistra:
  - torrente Fosso Laoleana,
  - torrente Rio Varri.

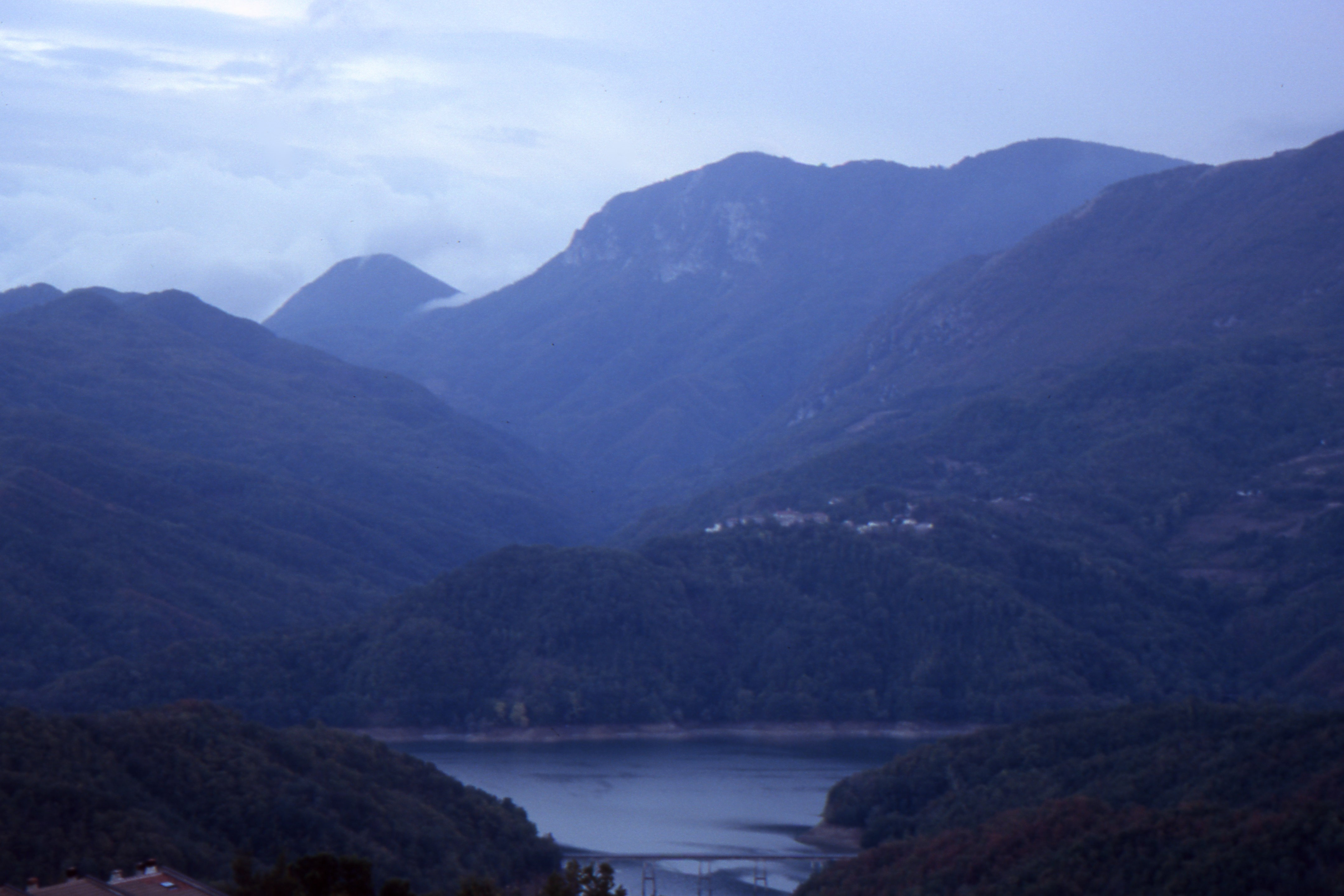
Uno scorcio del lago del Salto dall'abitato di Petrella Salto

Nel 1940 il fiume venne sbarrato dalla diga del Salto dando luogo al bacino artificiale del lago del Salto.
La media e alta valle del Salto, ivi compresa la zona in cui si trova il lago artificiale, è anche nota con il nome di Cicolano.

## Storia
Il fiume Salto ha segnato per diversi secoli una parte del confine tra lo Stato Pontificio e il Regno delle Due Sicilie. 
Nel 1852 un trattato stipulato tra i due Stati ha portato a uno scambio di territori, inclusi alcuni villaggi che si trovavano vicino al fiume Salto.
Come il fiume Tronto nel versante Adriatico questi fiumi hanno da sempre connotato il confine tra l'Italia centrale e quella meridionale.